# マノ・メネーゼス
マノ・メネーゼス (Mano Menezes) こと、ルイス・アントニオ・ヴェンケル・メネーゼス（Luiz Antonio Venker Menezes, 1962年6月11日 - ）は、ブラジル・リオグランデ・ド・スル州出身のサッカー指導者。

## 経歴
アマチュア選手としてプレーしたことはあるが、プロ選手としての経験はない。サッカー選手としてプレーする傍らで、大学で体育学を学んだ。1990年代後半から2000年代前半はブラジルの小クラブで指揮を執った。

### グレミオ時代
2005年4月、カンピオナート・ブラジレイロ・セリエB（2部）に所属していたグレミオの監督に就任した。セリエBで優勝してセリエA（1部）昇格を果たすとともに、レシフェで行われたナウチコ戦は死闘として広く知られるようになった。
2006年のリオグランデ・ド・スル州選手権ではライバルのSCインテルナシオナルを下し、2001年以来初となる州制覇を成し遂げた。全国選手権では3位に位置し、コパ・リベルタドーレスの出場権を獲得した。2007年には州選手権で2連覇を果たすとともに、コパ・リベルタドーレスで決勝に進出したが、ボカ・ジュニアーズに敗れた。11月28日、後に指揮することとなるコリンチャンス戦がグレミオでの最終戦となり、コリンチャンスをセリエBに降格させる結果となった。グレミオでは169試合を指揮し、89勝35分45敗で勝率59.56%、最大勝ち点507のうち302ポイントを得るといった記録を残した。

### コリンチャンス時代
2007年末にコリンチャンスの監督に就任し、降格の危機から救った。2008年には25勝10分3敗の好成績でセリエB優勝を果たし、全国選手権への昇格を決めた。2009年5月にはサンパウロ州選手権で無敗優勝を果たした。7月1日、SCインテルナシオナルを降してコパ・ド・ブラジルのタイトルを獲得し、コパ・リベルタドーレスの出場権を獲得した。ブラジル代表監督要請を承諾した翌日のグアラニFC戦で勝利し、クラブを首位に引き上げて後任に引き渡した。短期間で監督が交代するブラジルでは珍しく、2年7カ月の長期政権を築き、最終戦後にはサポーターに拍手で送り出された。

### ブラジル代表時代
2010年7月24日、ドゥンガの後任としてブラジル代表監督に就任することが発表された。ただし、彼がブラジルサッカー連盟の本命候補だったわけではなく、ルイス・フェリペ・スコラーリ（フリー）やムリシ・ラマーリョ（フルミネンセFC監督）などが就任要請を断ったためにメネーゼスに役割が回ってきたとされる。A代表未経験の若手を10人も招集し、6歳以上も若返ったメンバーで臨んだ8月10日のアメリカとの親善試合に2-0で勝利して代表監督デビュー戦を飾った。3連覇のかかったコパ・アメリカ2011ではパラグアイにPK戦の末敗れてベスト8に終わり、3連覇はならなかった。
U-23ブラジル代表監督も兼任。ロンドンオリンピックでは決勝でメキシコに敗れ、ブラジルサッカー初の金メダル獲得はならなかった。
2012年11月23日、ブラジル代表監督を解任された。

### フラメンゴ時代
2013年6月14日、CRフラメンゴの監督に就任。

## タイトル

### 監督時代
グレミオ
- カンピオナート・ブラジレイロ・セリエB:1回（2005）
- リオグランデ・ド・スル州選手権:2回（2006、2007）

コリンチャンス
- カンピオナート・ブラジレイロ・セリエB:1回（2008）
- サンパウロ州選手権:1回（2009）
- コパ・ド・ブラジル:1回（2009）

クルゼイロEC
- コパ・ド・ブラジル:2回（2017、2018）
- カンピオナート・ミネイロ:2回（2018、2019）

ブラジル代表
- スーペルクラシコ・デ・ラス・アメリカス:1回（2011、2012）